# Clement Attlee

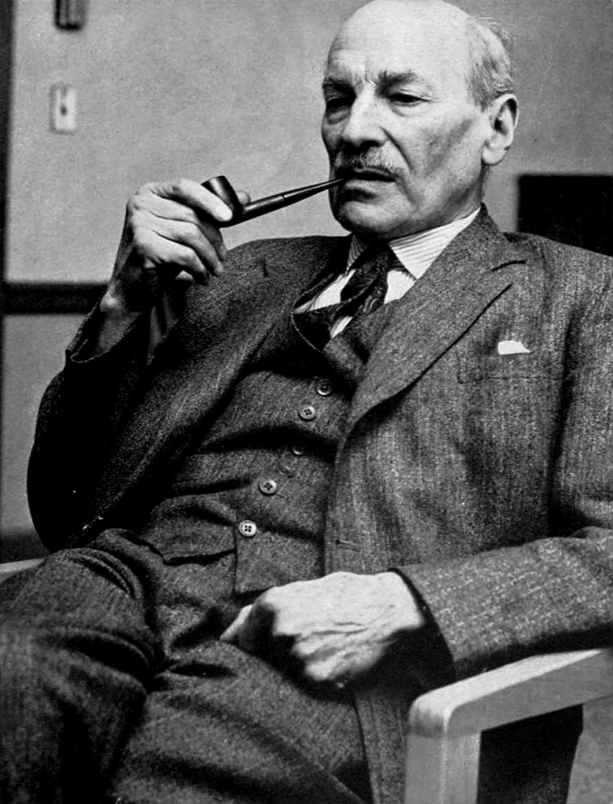
Clement Attlee

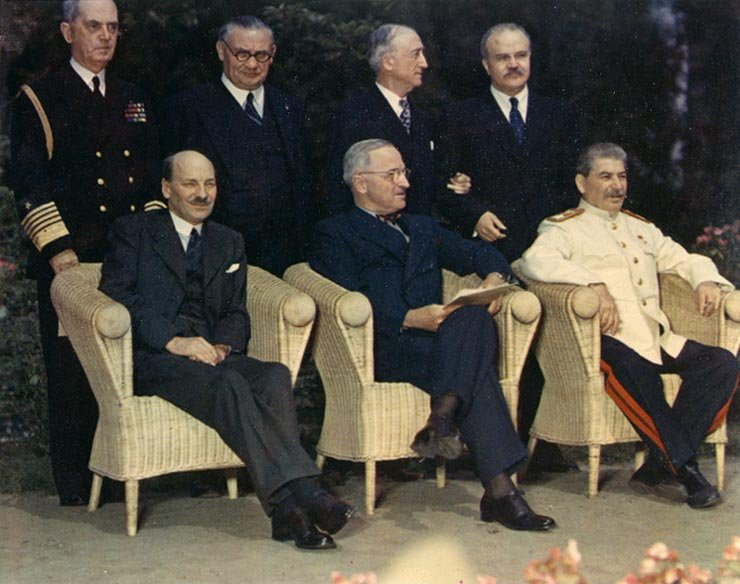
Postupimská konference (1945): Clement Attlee, Harry S. Truman, Josif Stalin (zleva)

Clement Attlee, 1. hrabě Attlee (3. ledna 1883 – 8. října 1967) byl britský státník, člen Labouristické strany a premiér. V období druhé světové války byl místopředsedou koaliční vlády vedené Winstonem Churchillem, kterého porazil ve volbách roku 1945. Byl prvním labouristickým premiérem, který zastával tuto funkci celé volební období, a prvním s většinovou podporou v Dolní sněmovně.
Jeho vláda uplatňovala keynesiánskou politiku založenou na snaze dosáhnout plné zaměstnanosti a značně rozšířila systém sociálních služeb. V této souvislosti provedla vláda zestátnění velkých průmyslových společností, veřejných služeb a založila Státní zdravotní službu. Tento směr byl převážné akceptován až do doby, kdy se britskou premiérkou stala Margaret Thatcherová. V době, kdy byl předsedou vlády, také došlo k dekolonizaci velké části Britského impéria, když Indie, Pákistán, Barma, Srí Lanka, Jordánsko a Palestina získaly nezávislost.

## Mládí
Narodil se v Putney, části Londýna, jako sedmé z osmi dětí advokáta Henryho Attleeho a jeho manželky Ellen. Studoval na Northaw School a University College v Oxfordu. Poté se připravoval na kariéru právníka.
V letech 1906 až 09 pracoval jako ředitel Haileybury House, klubu pro chlapce pocházející z prostředí dělnické třídy. Zpočátku byl jeho politický názor konzervativní, ale byl šokován chudobou, kterou viděl ve slumech. Získal přesvědčení, že soukromá dobročinnost nemůže tuto nouzi odstranit a jediný mechanismus, který by byl schopen tento problém odstranit, je státní přerozdělení financí.
V době první světové války bojoval jako kapitán v Turecku a Iráku a v posledním období války ve Francii.

## Politická kariéra
Roku 1922 byl zvolen poslancem Dolní sněmovny za obvod Limehouse. Pomohl MacDonaldovi vyhrát volby vůdce Labouristické strany a stal se jeho parlamentním tajemníkem.
Na konferenci strany roku 1935 rezignoval George Lansbury na funkci vůdce labouristů. Vzhledem k blížícím se volbám byl jmenován jejím dočasným předsedou Attlee. Volby skončily pro labouristy lépe než předchozí v roce 1931 a v následných volbách vůdce strany zvítězil Attlee, který tuto pozici zastával následujících 20 let až do roku 1955. Jako předseda strany pěstoval vztahy s dalšími levicovými stranami ve světě. Např. 16. května 1937 přicestoval do Prahy, kde mimo jiné promluvil na sjezdu ČSSD.
Po katastrofálním výsledku vojenské operace na ovládnutí Norska byla vládě vyslovena nedůvěra. Současný premiér Neville Chamberlain byl nakonec nucen rezignovat a byla vytvořena koaliční vláda vedená Winstonem Churchillem a Attlee se stal jeho zástupcem.
Po skončení války v Evropě chtěl spolu s Churchillem pokračovat v projektu koaliční vlády až do porážky Japonska, ale v Labouristické straně byl prosazen názor na odstoupení z koalice a byly vyhlášeny nové volby. Válka přinesla zemi mnohé sociální změny a veřejnost žádala realizaci sociálních reforem, které by zajistily plnou zaměstnanost a rozšíření sociálního státu. Volby skončily překvapivým výsledkem, když Labouristická strana získala v dolní komoře parlamentu nadpoloviční většinu. Attlee se tak stal premiérem nově sestavené vlády.

## Premiér

### Domácí politika
Vláda zřídila Státní zdravotní službu, která měla zajistit zlepšení úrovně poskytované zdravotní péče. Dále položila základ rozšířeného sociálního státu, vytvořila nový systém sociálního zabezpečení a přijala zákon, který ukládal pracujícím odvádět daň do národního pojištění. To sloužilo jako fond pro platby základních penzí, nemocenských, podpor v nezaměstnanosti a podpory pozůstalých.
Kabinet také provedl znárodnění základních průmyslových společností a veřejných služeb. Do roku 1951 se asi 20 % britské ekonomiky stalo veřejným vlastnictvím. Největším problémem byly náklady na válečné operace, které dosáhly asi jedné čtvrtiny národního bohatství a dovedly zemi téměř k bankrotu. Skutečností tak zůstal přídělový systém na potraviny, který měl omezit jejich spotřebu a snížit nutnost dovozu potravin do země. Británie využívala od roku 1948 výhody Marshallova plánu a výsledkem bylo rychlé zotavení země.

### Zahraniční politika
V zahraniční oblasti se vláda soustředila na čtyři hlavní otázky – poválečnou Evropu, počátek studené války, vznik OSN a dekolonizaci.
V počátku poválečného období byly vztahy se Sovětským svazem založené na gestech dobré vůle. Poté, co Stalin získal kontrolu nad větší části východní Evropy a začal podvracet vlády na Balkáně, dala Attleeho vláda podnět k vytvoření obranného spojenectví NATO pro ochranu západní Evropy. Obavy z napětí mezi Sovětským svazem a USA vedly k tajnému jednání kabinetu, na kterém bylo rozhodnuto vyvinout vlastní jaderné zbraně.
Jeho vláda byla také zodpovědná za první velkou dekolonizaci Britského impéria – nezávislost Indie. V první fázi došlo k rozdělení území na oblasti, kde převažovalo muslimské obyvatelstvo – Pákistán a na ostatní území – Indii. V této době došlo i k vyhlášení samostatnosti Barmy a Srí Lanky (dříve Cejlon). Některá území se stala britskými dominii a základem pozdějšího Commonwealthu.

## Pozdní období
Ve volbách roku 1950 získala Labouristická strana jen těsnou většinu. Následující rok došlo ve straně k rozkolu nad návrhem rozpočtu, který musel respektovat náklady korejské války. Aneurin Bevan, ministr zdravotnictví, rezignoval na protest proti nové zdravotní dani a spolu s ním odstoupil i příští premiér Harold Wilson. V následujících volbách roku 1951 zvítězili konzervativci.
Vůdcem labouristů zůstal až do roku 1955, kdy po dalších prohraných volbách v prosinci téhož roku odstoupil z vedení strany. Stáhl se i z dolní komory parlamentu a poté, co byl povýšen do šlechtického stavu jako 1. hrabě (Earl) Attlee, se stal členem Sněmovny lordů.
Zemřel 8. října 1967 na zápal plic a jeho ostatky byly pohřbeny ve Westminsterském opatství.